# Игра престола (7. сезона)
Седма и претпоследња сезона фантастично-драмске телевизијске серије Игра престола је премијерно приказана на телевизији HBO 16. јула 2017. године; последња епизода у овој сезони је премијерно приказана 27. августа исте године. За разлику од претходних сезона, које су имале по десет епизода, седма сезона има само седам епизода. Попут шесте сезоне, сценарио за седму сезону је већином оригиналан и обухвата садржај који не постоји у серијалу романа Песма леда и ватре, чији је аутор Џорџ Р. Р. Мартин. Сценарио, међутим, садржи материјал који је Мартин открио шоуранерима, а који ће се тек појавити у наредним томовима серијала. Сценарио је адаптиран за телевизију од стране Дејвида Бениофа и Д. Б. Вајса.
Претпоследња сезона је фокусирана на повезивању главних заплета за последњу сезону. Денерис Таргарјен долази у Вестерос са својом војском и три одрасла змаја и започиње рат против Ланистера, који су победили њене савезнике на југу и запад. Џон Снежни оставља Сансу да управља Зимоврелом и одлази до Денерис да обезбеди њену помоћ у борби против Белих ходача. Он копа змајстакло на Змајкамену и започиње романсу са Денерис. Арја и Брен (сада трооки гавран) враћају се кући у Зимоврел; Старкови погубе издајничког Малопрстића. Тирион убеђује Денерис да не уништи Краљеву Луку, подсећајући је да не жели да буде краљица пепела. Уместо тога, Џон одлази северно од Зида да ухвати једног немртвог како би доказао Серсеи да војска мртвих постоји и да долази; притом је његова група сатерана у ћошак и скоро убијена. Денерис их спасава са својим змајевима, али Ноћни краљ убија једног од њих, касније га оживљавајући на својој страни. Немртви змај касније уништава део Зида и војска мртвих пролазе кроз њега. Брен сазнаје да је Џон заправо Егон Таргарјен, легитимни наследник Гвозденог престола.
HBO је 21. априла 2016. три дана пре премијерног приказивања шесте епизоде у шестој сезони наручио снимање седме сезоне, које је започето 31. августа исте године. Сезона је првенствено снимана у Северној Ирској, Шпанији, Хрватској, као и на Исланду.
Игра престола је серија у којој има неколико главних ликова, а главне улоге тумаче Питер Динклиџ, Николај Костер-Волдо, Лина Хиди, Емилија Кларк и Кит Харингтон. Глумачка постава у серији је од ове сезоне појачана са још неколико чланова међу којима су и Џим Бродбент и Том Хопер. Серија је номинована за 22 награде на 70. додели Награда Еми за ударне термине, где је освојила Награду Еми за најбољу драмску серију, док је Динклиџ освојио Награду Еми за најбољег споредног глумца у драмској серији.

## Епизоде
| Бр. еп. (укупно) | Бр. еп. (у сезони) | Наслов            | Редитељ        | Сценариста                 | Премијера        | Гледаност у САД (милиони) |
| --- | ------------------ | ----------------- | -------------- | -------------------------- | ---------------- | ------------------------- |
| 61 | 1                  | Змајкамен         | Џереми Подесва | Дејвид Бениоф и Д. Б. Вајс | 16. јул 2017.    | 10,11                     |
| У Близанцима, Арја Старк, прерушена у Валдера Фреја, трује свe преосталe Фрејеве. Бели ходачи напредују према Зиду, где Едисон Толет допушта Брену Старку и Мири Рид да уђу у Црни замак. У Зимоврелу, упркос негодовању Сaнсе Старк, Џон Снежни опрашта кућама Амбера и Карстарка, које су се бориле на страни Ремзија Болтона у Бици копилади и прихвата заклетве верности њихових чланова. У Цитадели, Семвел Тарли кришом узима књиге из библиотеке и у једној проналази податак о великим залихама змајстакла на Змајкамену и о томе обавештава Џона. Сем касније упознаје Џору Мормонта, жестоко зараженог сивом љуспом, који је изолован у ћелији. У Речним земљама, Арја среће пријатељски настројене ланистерске војнике, који мисле да се шали када им говори да ће убити краљицу Серсеи Ланистер. Торос из Мира показује Сендору „Псету” Клеганију визију војске мртвих која се приближава Зиду, у пламену. Због визије Псето почиње да верује у Господара светлости. У Kраљевој Луци, Џејми Ланистер говори Серсеи да су им савезници преко потребни. Она се састаје са Јуроном Грејџојем, који предлаже брак у замену за подршку његове Гвоздене флоте, јер види прилику да убије своје нећаке Tеона и Јару Грејџој. Серсеи одбија, јер му не верује. Он обећава да ће поклоном доказати своју оданост. Денерис Таргарјен стиже са војском и змајевима на Змајкамен, вековни дом породице Таргарјена, који је претходно био под управом Станиса Бaрaтеoна. |                    |                   |                |                            |                  |                           |
| 62 | 2                  | Олујрођена        | Maрk Majлод    | Брајан Когман              | 23. јул 2017.    | 9,27                      |
| Денерис шаље Дорњане са Јарином флотом у Сунчано Копље, а Неокаљане у Ливачку стену, у складу са Тирионовим предлогом о опсади Краљеве Луке. Она доводи Варисову оданост у питање и прети да ће га спалити ако је икада изда. Мелисандра долази на Змајкамен и тражи од ње да позове Џона Снежног. Сиви Црв и Мисандеи конзумирају своју везу. Серсеи позива неке великаше захтевајући њихову оданости и нудећи место Команданта јужне војске Рендилу Тарлију. Кибурн показује Серсеи примерак катапулта за убијање змајева. Арја се поново сусреће са Питуљицом, који јој говори да је Џон краљ Севера. Она одустаје од намере да оде у Краљеву Луку и креће за Зимоврел. Пошто је примио Семово писмо, Џон одлази на Змајкамен, где тражи помоћ од Денерис у борби против Белих ходача, остављајући Сансу на позицији господарице Зимоврела. Џон, грубо, упозорава Малопрстића да се држи подаље од његове сестре. Семвел користи забрањену методу лечења и спасава Џору од сиве љуспе. Јуронова флота уништава Јарину. Обара и Нимерија Пешчана су убијене, док су Еларија и Тијена Пешчана, уз Јару, заробљене. Теон се, сетивши се заробљеништва код Болтонових, уплашио и побегао, напустивши Јару. |                    |                   |                |                            |                  |                           |
| 63 | 3                  | Краљичина правда  | Mark Majлод    | Дејвид Бениоф и Д. Б. Вајс | 30. јул 2017.    | 9,25                      |
| Џон долази на Змајкамен, где Денерис захтева његову заклетву верности. Он то одбија и покушава да је убеди да им помогне у борби против Белих ходача. Захваљујући Тирионовом савету Денерис му одобрава ископавање змајстакла. Мелисандра избегава Џона и одлази за Волантис. Брен се, заједно са Миром, враћа у Зимоврел и објашњава Санси да је постао трооки гавран. У Краљевој Луци Јурон даје Еларију и Тајену као поклон Серсеи. Серсеи му, у знак захвалности, обећава брак по окончању рата. Она га и именује за Краљевског команданта морнарице. Серсеи даје Тијени исти отров који је убио Мирселу, терајући Еларију да, везана, посматра споро умирање своје кћери. У Стариграду излечени Џора одлази, како би се прикључио Денерис. Емброуз хвали Семвелову вештину при спасавању Џоре, али га и кажњава преписивањем свитака због непослушности. Сиви Црв и Неокаљани нападају Ливачку стену, где сазнају да је Џејми одвео главнину ланистерске војске у напад на Високи Сад. Док су Неокаљани у Ливачкој стени, Јурон им уништава флоту. Ланистерска војска лако наноси пораз снагама Олене Тирел и Џејми јој нуди безболну смрт испијањем отрова. По испијању отрова Олена му признаје да је она отровала Џофрија. |                    |                   |                |                            |                  |                           |
| 64 | 4                  | Ратни плен        | Мет Шекман     | Дејвид Бениоф и Д. Б. Вајс | 6. август 2017.  | 10,17                     |
| Арја се враћа у Зимоврел и среће Сансу. Касније спарингује са Бријеном, коју импресионира својом вештином. Санса постаје забринута због Арјиних борилачких вештина. Брен безосећајно испраћа Миру, која одлази кући, док јој објашњава да више није исти дечак кога је пратила на путу северно од Зида. Малопрстић даје Брену бодеж којим је покушан атентат на њега у првој сезони. Брен тај бодеж даје Арји. Серсеи уверава Гвоздену банку Бравоса да ће дуг бити отплаћен одједном, јер је злато управо на путу из Високог Сада. У пећини препуној змајстакла Џон открива древне цртеже на зиду који приказују заједничку борбу Првих људи и Деце шуме против Белих ходача. Касније, када сазна да је Високи Сад пао Денерис, упркос Тирионовим саветима, напада са Дрогоном колону ланистерских војника који се враћају из Високог Сада. Напад змајем је подржан нападом дотрачке коњице и ланистерска војска је потучена, а преживели војници заробљени. Дрогон је рањен, када га је Брон погодио из Кибурновог катапулта, али је Денерис безбедно слетела. Џејми из очаја покушава да нападне приземљену Денерис. Од сигурне смрти Дрогоновом ватром га спасава Брон, који га обори у реку. |                    |                   |                |                            |                  |                           |
| 65 | 5                  | Источна Моробдија | Мет Шекман     | Дејв Хил                   | 13. август 2017. | 10,72                     |
| Џејми и Брон се враћају у Краљеву Луку. Денерис нуди преживелим војницима ланистерске војске избор између заклетве на верност њој и смрти. Упркос Тирионовом савету, наређује спаљивање Рендила и Дикона Тарлија, који одбијају полагање заклетве. Џора долази на Змајкамен и среће Денерис. Мештар Волкан упозорава Џона и Цитаделу о приближавању немртвих Источној Моробдији. Џон предлаже да оду северно од Зида и заробе једног као доказ којим ће убедити Серсеи да прихвати привремено савезништво. Давос Сиворт кријумчари Тириона у Краљеву Луку, где се тајно састаје са Џејмијем и предлаже примирје. Серсеи прихвата и обавештава Џејмија да је трудна. Давос поново среће Џендрија и одводи га на Змајкамен. Пошто мештри у Цитадели игноришу Волканово писмо, Семвел краде неколико забрањених књига и напушта Цитаделу са Гили и малим Семом. У Зимоврелу, Малопрстић, знајући да га Арја шпијунира, доводи је до откривања писма које је Санса била присиљена да напише, као талац у Краљевој Луци. Џон, Џора, Џендри, заједно са Псетом и Братством без барјака и још неким дивљанима предвођеним Тормундом напуштају Источну Моробдију и одлазе северно од Зида, како би заробили једног немртвог. |                    |                   |                |                            |                  |                           |
| 66 | 6                  | Северно од Зида   | Aлен Тејлор    | Дејвид Бениоф и Д. Б. Вајс | 20. август 2017. | 10,24                     |
| У Зимоврелу, Малопрстић кује план којим би завадио Сансу са свима. Однос између Арје и Сансе постаје напет услед Арјиног проналажења писма, које је Санса била приморана да напише, у коме је молила Роба да се закуне на верност Џофрију. Са друге стране Санса проналази Арјине маске лица, које је ова донела из Бравоса. На Змајкамену Тирион саветује Денерис у вези преговора са Серсеи. Северно од Зида Џон и остали заробљавају једног немртвог како би доказали Серсеи постојање Белих ходача. Потом су жртве заседе Ноћног краља и његове војске мртвих. Џон шаље Џендрија у Источну Моробдију како би послао гаврана Денерис, захтевајући помоћ. Током ноћи, повређени Торос умире. Тик пре него што их немртви побију, Денерис их спасава са својим змајевима, међутим Ноћни краљ убија Висериона, једног од Денерисиних змајева, са леденим копљем. Денерис полеће са свима изузев са Џоном, кога не успева да спаси. Њега спасава Бенџен Старк, који тада гине. Када Џон на крају остане насамо са Денерис заклиње јој се на верност и признаје је за своју краљицу у своје и у име Севера. Ноћни краљ оживљава Висериона и змај постаје део војске мртвих. |                    |                   |                |                            |                  |                           |
| 67 | 7                  | Змај и вук        | Џереми Подесва | Дејвид Бениоф и Д. Б. Вајс | 27. август 2017. | 12,07                     |
| У Краљевој Луци немртви је доведен пред Ланистере. Серсеи захтева Џонову неутралност у рату, али он одбија држећи се заклетве дате Денерис, што изазива крај преговора. Тирион се састаје са Серсеи у четири ока, где она, наводно, пристаје на савез. Серсеи касније објашњава Џејмију да је лагала и да планира да употреби плаћеничку војску Златне чете из Бравоса како би загосподарила Вестеросом. Згрожен Џејми је напушта и одлази на Север. На броду који плови ка Белим Сидриштима, Денерис и Џон спавају заједно. На Змајкамену, Теон стиче поштовање својих људи, и одлазе да спасу Јару. У Зимоврелу, Малопрстић покушава да изазове сукоб између Арје и Сансе што доводи до суђења Арји. На његово изненађење испоставља се да је то суђење њему. Санса, Арја и Брен заједно оптужују Малопрстића за убиство, заверу и издају, што Брен потврђује на основу својих визија. Остављен без подршке великаша Ериновог Дола, Малопрстић је осуђен на смрт од стране Сансе. Арја извршава погубљење. Семвел долази у Зимоврел и среће Брена са којим прича о Џоновим родитељима. На основу Семовог истраживања и Бренових визија закључују да је Џон законити син Регара Таргарјена и Лијене Старк и да се зове Егон. У Источној Моробдији, Ноћни краљ, летећи на Висериону уништава део Зида змајевом ватом и омогућава пролаз војсци мртвих. |                    |                   |                |                            |                  |                           |

## Улоге

### Главне улоге
- Питер Динклиџ као Тирион Ланистер[9]
- Николај Костер-Волдо као Џејми Ланистер[9]
- Лина Хиди као Серсеи Ланистер[9]
- Емилија Кларк као Денерис Таргарјен[9]
- Кит Харингтон као Џон Снежни[9]
- Ејдан Гилен као Пeтир „Малопрстић” Белиш[9]
- Лијам Канингам као Давос Сиворт[9]
- Софи Тернер као Санса Старк[9]
- Мејси Вилијамс као Арја Старк[9]
- Натали Емануел као Мисандеи[9]
- Гвендолин Кристи као Бријена од Опорја[9]
- Конлет Хил као Варис[9]
- Џон Бредли као Семвел Тарли[9]
- Исак Хепстед Као Брендон Старк[9]
- Хана Мареј као Гили[9]
- Кристофер Хивџу као Тормунд Џиноубица[9]
- Рори Мекен као Сендор „Псето” Клегани[9]
- Ијан Глен као Џора Мормонт[9]
- Kaрис Ван Хоутен као Мелисандра[9]
- Индира Варма као Еларија Пешчана[9]
- Алфи Ален као Теон Грејџој[9]
- Џером Флин као  сер Брон[9]
- Џо Демпси као Џендри[10]

### Епизодне улоге
Списак споредних глумаца који се појављују у седмој сезони, према месту првог појављивања
| - Ричард Дормер као Берик Дондерион - Пол Кај као Торос из Мира - Бен Кромптон као Едисон Толет - Ели Кендрик као Мира Рид - Бела Ремзи као Лијeна Мормонт - Tим Мекинерни као Роберт Гловер - Меган Паркинсон као Елис Карстарк - Данијел Портман као Подрик Пејн - Ричард Рајкрофт као Мештар Волкан - Руперт Ванситарт као Џон Ројс - Владимир Фурдрик као Ноћни краљ - Јосеф Марвел као Бенџен Старк - Нил Финглтон као мртви џин - Ијан Вајт као мртви џин - Дејвид Бредли као Валдер Фреј - Бен Ховки као Питуљица - Пилоу Азбек као Јурон Грејџој - Антон Лесер као Кибурн - Хафор Јулиус Бјорнсон као Грегор Клегани - Џејмс Фокнер као Рендил Тарли - Toм Хoпeр као Дикон Тарли - Марк Гатис као Тихо Несторис - Џим Бродбент као Мештар Емброуз - Џејкоб Андерсон као Сиви Црв - Дајана Риг као Олена Тирел - Гема Вилан као Јара Грејџој - Џесика Хенвик као Нимерија Пешчана - Розабел Лауренти Селерс као Тијена Пешчана - Кејша Касл-Хјуџс као Обара Пешчана - Брендан Ковел као Хараг - Стаз Нер као Конo |

## Продукција

### Tим
Творци серије и извршни продуценти Дејвид Бениоф и Д. Б. Вајс су шоуранери седме сезоне. Режисери у седмој сезони су Џереми Подесва (eпизoдe 1 и 7), Maрк Мајлод (eпизoдe 2 и 3), Mет Шекман (eпизoдe 4 и 5) и Ален Тејлор (eпизoда 6). Тејлор је прву пут режирао епизоду још од друге сезоне. Шекман је први пут режирао Игру Престола, док су остали режисери до сада режирали више епизода ове серије. Mишел Клептон се вратила дизајнирању костима за серију, пошто је одсуствовала један део шесте сезоне. Претходно је радила дизајн костима за првих пет сезона и други део шесте сезоне.

### Сценарио
Сценарио за седму сезону је већином оригиналан и обухвата садржај који не постоји у серијалу романа Песма леда и ватре међутим, садржи материјал који је Мартин открио шоуранерима, а који ће се тек појавити у наредним томовима серијала.

### Снимање
Снимање је започето 31. августа 2016. у Белфасту, а завршено је фебруара 2017. У интервјуу са шоуранерима објављено је да ће снимање седме сезоне бити одложено због временских услова, неопходних за снимање. Шоуранери су тада изјавили „Почећемо нешто касније, јер на крају сезоне почиње зима, што значи да нам сунчано време не завршава посао. Дали смо све од себе како би и на најсунчанијим местима, на којима снимамо, остварили ефекат тмурног и мрачног окружења.”.
У Ђирони, која се налази Шпанији није снимана седма сезона, за разлику од претходних. Ђирона је коришћена као Бравос и као део Краљеве Луке. Kaсније је саопштено да ће се седма сезона снимати у Северној Ирској, Шпанији, Хрватској, као и на Исланду. Снимање је почело августа 2016. у Северној Ирској. Серија је снимана и у шпанским градовима Севиљи, Касересу, Алмодовару дел Риу, Сантипонцу, Зумаји и Бермеу. Шпански извори тврде да ће се седма сезона снимати и на локацији Муриола Бич y Барици, Лас Атаранзасу, на  Kраљевском бродоградилишту у Севиљи и на обалама  Сан Хуана од Газделугатке, oстрвцу које припада граду Бермеу. Серија је поново снимана у  Дарк Хеџесу у Странокуму,  који је претходно коришћен као Краљев пут у другој сезони. Неке сцене су снимане на Исланду. Серија је снимана и у Дубровнику, у Хрватској, у коме су се снимале сцене у Краљевој Луци. Сцена у којој се Арија поново среће са Нимеријом је снимана у Алберти, канадској покрајини.

### Избор глумаца
Deadline Hollywood је 21. јуна 2016. објавио да су пет главних глумаца Питер Динклиџ, Николај Костер-Волдо, Лена Хиди, Емилија Кларк и Кит Харингтон у преговорима око потписивања уговора за последње две сезоне. Објављено је да су успели да повећају своје плате за по 500.000 долара по епизоди током седме и осме сезоне Касније је пренета информација да су у новим преговорима глумци себи обезбедили повишицу од по 1,1 милион долара по епизоди током седме и осме сезоне.
31. августа 2016. Entertainment Weekly је пренео вест да ће Џим Бродбент бити на аудицији за „неку важну улогу” у седмој сезони. Објављено је да ће улогу Дикона Тарлија преузети Том Хопер који ће заменити Фредија Строма, који је ту улогу тумачио у епизоди Крв моје крви. У седмој сезони Марк Гатис поново глуми Тиха Несториса, који се није појављивао у шестој сезони. Бен Ховки глуми Питуљицу, који се последњи пут појавио у четврој сезони. Џо Демпзи глуми Гендрија, који се последњи пут појавио у трећој сезони. Чланови британског инди поп бенда Bastille су наводно снимили камео улоге. Британски текстописац Ед Ширан је такође имао камео улогу у овој сезони. Певач америчког хеви метал бенда Mastodon, Брент Хајндс је открио да ће имати камео улогу. Ово је његова друга камео улога у серији, после улоге у петој сезони (заједно са још двојицом чланова бенда Бреном Дејлором и Билом Келихером ).  Бејзбол бацач Ноа Синдергард, који игра за New York Mets, је имао споредну камео улогу када је бацаo копље као ланистерски војник у епизоди Ратни плен.

### Eпизоде
21. априла 2016. године, Ејч-Би-Оу је, три дана, пре премијерног приказивања шесте епизоде у шестој сезони наручио снимање седме сезоне Игре престола. У јуну 2016. године, дајући интервју за Variety, творци серије Дејвид Бениоф и Д. Б. Вајс су открили да ће седма сезона имати мање епизода и да је „До краја серије преостало још 13 епизода”. Режисер Џек Бендер, који је режирао неке епизоде у шестој сезони, најавио је да ће се седма епизода имати седам епизода. Бениоф и Вајс кажу да нису били у стању да сниме 10 епизода за уобичајно време снимања сезоне, које је између 12 и 14 месеци. Вајс је тада нагласио да серија „Прелази телевизијски опсег трајања и прелази у домен филма по дужини трајања епизода”. Ејч-Би-Оу је 18. јула потврдио да ће седма сезона имати седам епизода и да ће бити емитована касније, средином 2017. године, због промена термина снимања. Касније је потврђено да ће серија бити премијерно приказана 16. јула. Седма сезона садржи најдужу епизоду у серији, до тада, која траје 81 минут. У питању је последња епизода у сезони. Претпоследња епизода траје 71 минут – што је око 16 минута дуже од просека серије. Првих пет епизода трају дуже од просека (који је 55 минута), 59, 59, 60, 50 и 59 минута респективно. Претходно је најдужа епизода била последња епизода из шесте сезоне Ветрови зиме, која је трајала 69 минута.

### Mузика
Рамин Џавади је поново компоновао музику за серију током седме сезоне.

### Награде
| Година | Награда                                          | Категорија                                                        | Номиновани | Исход      |               |
| ------ | ------------------------------------------------ | ----------------------------------------------------------------- | --- | ---------- | ------------- |
| 2017   | American Film Institute Awards 2017              | AFI TV Award (Награда америчког филмског института)               | Игра престола                                                                                                 | Освојено   | [ 60 ]        |
| 2017   | 2017 American Society of Cinematographers Awards | Изузетно постигнуће у кинематографији                             | Роберт Мекхелан (за Ратни плен)                                                                               | Номинација | [ 61 ]        |
| 2017   | 2017 American Society of Cinematographers Awards | Изузетно постигнуће у кинематографији                             | Грегори Мидлтон (за Змајкамен)                                                                                | Номинација | [ 61 ]        |
| 2017   | IGN Awards                                       | Најбоља акциона серија                                            | Игра престола                                                                                                 | Освојено   | [ 62 ]        |
| 2017   | IGN Awards                                       | Најбоља TВ епизода                                                | Ратни плен | Освојено   | [ 62 ]        |
| 2017   | IGN People's Choice Award                        | Најбоља акциона серија                                            | Игра престола                                                                                                 | Освојено   | [ 62 ]        |
| 2017   | IGN People's Choice Award                        | Најбоља TВ епизода                                                | Ратни плен | Освојено   | [ 62 ]        |
| 2017   | Humanitas Prize                                  | Најбоља епизода у категорији до 60 минута                         | Дејвид Бениоф и Д. Б. Вајс (за Змај и Вук)                                                                    | Номинација | [ 63 ]        |
| 2017   | Hollywood Post Alliance                          | За изванредан колорит слике                                       | Џо Финли (за Змајкамен)                                                                                       | Номинација | [ 64 ]        |
| 2017   | Hollywood Post Alliance                          | За изванредно едитовање                                           | Тим Портер (за Олујрођена)                                                                                    | Номинација | [ 64 ]        |
| 2017   | Hollywood Post Alliance                          | За изванредно едитовање                                           | Џеси Паркер (за Краљичину правду)                                                                             | Номинација | [ 64 ]        |
| 2017   | Hollywood Post Alliance                          | За изванредно едитовање                                           | Криспин Грин (за Змајкамен)                                                                                   | Номинација | [ 64 ]        |
| 2017   | Hollywood Post Alliance                          | За изванредне звучне ефекте                                       | Тим Кимел, Паула Фајрфилд, Метју Ватерс, Онали Бленк, Бредли Катона, Пол Беркович (за Ратни плен)             | Номинација | [ 64 ]        |
| 2018   | 22nd Satellite Awards                            | Најбоља серија у жанру                                            | Игра престола                                                                                                 | Освојено   | [ 65 ]        |
| 2018   | 23rd National Television Awards                  | Најбоља драма                                                     | Игра престола                                                                                                 | Номинација | [ 66 ]        |
| 2018   | 8th Critics' Choice Television Awards            | Најбоља драмска серија                                            | Игра престола                                                                                                 | Номинација | [ 67 ]        |
| 2018   | 8th Critics' Choice Television Awards            | Награда за најбољег глумца у споредној улози у драмској серији    | Питер Динклиџ                                                                                                 | Номинација | [ 67 ]        |
| 2018   | 8th Critics' Choice Television Awards            | Награда за најбољу глумицу у споредној улози у драмској серији    | Емилија Кларк                                                                                                 | Номинација | [ 67 ]        |
| 2018   | 75. Награда Златни Глобус                        | Најбоља драмска серија                                            | Игра престола                                                                                                 | Номинација | [ 68 ]        |
| 2018   | 24th Screen Actors Guild Awards                  | Награда за најбољу глумачку поставу у драмској серији             | Игра престола                                                                                                 | Номинација | [ 69 ]        |
| 2018   | 24th Screen Actors Guild Awards                  | Награда за најбољу каскадерску поставу у драмској серији          | Игра престола                                                                                                 | Освојено   | [ 69 ]        |
| 2018   | 24th Screen Actors Guild Awards                  | Награда за најбољег глумца у драмској серији                      | Питер Динклиџ                                                                                                 | Номинација | [ 69 ]        |
| 2018   | 60. Награда Греми                                | Најбоља музика за серију и филм                                   | Рамин Џавади                                                                                                  | Номинација | [ 70 ]        |
| 2018   | American Cinema Editors Awards 2018              | Награда за најбољег уредника серије                               | Тим Портер (за Северно од Зида)                                                                               | Номинација | [ 71 ]        |
| 2018   | 45th Annie Awards                                | Награда за изванредну анимацију ликова                            | Паул Стори, Тод Лабонте, Метју Мантин, Кајун Хајтон, Џорџи Аревшатов (за Северно од Зида)                     | Номинација | [ 72 ]        |
| 2018   | Art Directors Guild Awards 2017                  | Награда за једночасовно снимање једном камером фантазијске серије | Дебора Рајли (за Змајкамен, Краљичина правда, и Источна Моробдија)                                            | Освојено   | [ 73 ]        |
| 2018   | Cinema Audio Society Awards 2017                 | Награда за изванредно миксовање звука                             | Ронан Хил, Ричард Дајер, Онали Бланк, Метју Ватерс, Брет Вос (за Северно од Зида)                             | Освојено   | [ 74 ]        |
| 2018   | Costume Designers Guild Awards 2017              | Награда за изванредну фантазијску ТВ серију                       | Mишел Клептон                                                                                                 | Освојено   | [ 75 ]        |
| 2018   | 70th Directors Guild of America Awards           | Драмска секција                                                   | Џереми Подесва (за епизоду Змај и Вук)                                                                        | Номинација | [ 76 ]        |
| 2018   | 70th Directors Guild of America Awards           | Драмска секција                                                   | Мет Шекман (за Ратни плен)                                                                                    | Номинација | [ 76 ]        |
| 2018   | 70th Directors Guild of America Awards           | Драмска секција                                                   | Ален Тејлор (за Северно од Зида)                                                                              | Номинација | [ 76 ]        |
| 2018   | Make-Up Artists and Hair Stylists Guild          | Најбољи шминкер телевизија                                        | Џејн Вокер, Никола Метјуз                                                                                     | Освојено   | [ 77 ]        |
| 2018   | Make-Up Artists and Hair Stylists Guild          | Најбољи фризер-стилиста-телевизија                                | Кевин Александер, Кендис Бенкс                                                                                | Номинација | [ 77 ]        |
| 2018   | Make-Up Artists and Hair Stylists Guild          | Најбољи шминкер за специјалне ефекате – телевизија                | Бари Гаувер, Сара Гаувер                                                                                      | Освојено   | [ 77 ]        |
| 2018   | Producers Guild of America Awards 2017           | Награда Нормана Фелтона за изванредну продукцију драмске серије   | Дејвид Бениоф и Д. Б. Вајс, Бернадет Колфилд, Френк Долгер, Керолин Штраус, Брајан Когман                     | Номинација | [ 78 ]        |
| 2018   | Writers Guild of America Awards 2017             | драмска серија                                                    | Дејвид Бениоф, Брајан Когман, Дејв Хил, Д.Б. Вајс                                                             | Номинација | [ 79 ]        |
| 2018   | 16th Visual Effects Society Awards               | Изванредни визуелни ефекти                                        | Џо Бауер, Стив Кулбек, Крис Бејрд, Дејвид Рамос, Сем Конвеј (за Северно од Зида)                              | Освојено   | [ 80 ]        |
| 2018   | 16th Visual Effects Society Awards               | Изванредни анимирани лик у играној епизоди                        | Паул Стори, Тод Лабонте, Метју Мунти, Николас Вилсон (за Северно од Зида – „Зомби поларни медвед”)            | Номинација | [ 80 ]        |
| 2018   | 16th Visual Effects Society Awards               | Изванредни анимирани лик у играној епизоди                        | Џоната Симодс, Томас Кучера, Филип Винтерштајн, Андреас Криг (за Источну Моробдију – „Дрогон упознаје Џона”)  | Номинација | [ 80 ]        |
| 2018   | 16th Visual Effects Society Awards               | Изванредни анимирани лик у играној епизоди                        | Мареј Стивенсон, Џејсон Снајман, Џен Тејлор, Флориан Фридман(за Ратни плен – „Дрогон у нападу на низ кочија”) | Освојено   | [ 80 ]        |
| 2018   | 16th Visual Effects Society Awards               | Изванредно створено окружење у епизоди                            | Данијел Вилаба, Антонио Ладо, Хосе Луис Бареро, Исак де ла Помпа (за Северно од Зида – „Замрзнуто језеро”)    | Освојено   | [ 80 ]        |
| 2018   | 16th Visual Effects Society Awards               | Изванредно створено окружење у епизоди                            | Патрис Поисант, Дик Ферард, Доминик Дегл, Габријел Морин (за Источну Моробдију)                               | Номинација | [ 80 ]        |
| 2018   | 16th Visual Effects Society Awards               | Изванредни ефекти за симулације у епизоди                         | Мануел Рамирез, Оскар Маркез, Пабло Ернандез (за Северно од Зида – „Замрзнуто језеро”)                        | Номинација | [ 80 ]        |
| 2018   | 16th Visual Effects Society Awards               | Изванредни ефекти за симулације у епизоди                         | Томас Хулин, Доминик Кирак, Силвијан Нову, Нејтан Арбакл (за Змај и Вук – „Рушење Зида”)                      | Освојено   | [ 80 ]        |
| 2018   | 16th Visual Effects Society Awards               | Изванредна композиција у епизоди                                  | Оскар Переа, Сантијаго Мартос, Дејвид Естив, Мајкл Крејн (за Северно од Зида – „Замрзнуто језеро”)            | Номинација | [ 80 ]        |
| 2018   | 16th Visual Effects Society Awards               | Изванредна композиција у епизоди                                  | Томас Монтмини Бродер, Иксавијер Фурмонд, (за Источну Моробдију)                                              | Номинација | [ 80 ]        |
| 2018   | 16th Visual Effects Society Awards               | Изванредна композиција у епизоди                                  | Дом Хелер (за Ратни плен – „Напад на конвој кочија”)                                                          | Освојено   | [ 80 ]        |
| 2018   | Golden Reel Awards                               | Изванредно едитовање звука у епизоди                              | Тим Кимел (за Ратни плен)                                                                                     | Освојено   | [ 81 ]        |
| 2018   | Golden Reel Awards                               | Изванредно едитовање звука током дијалога у епизоди               | Тим Кимел (за Ратни плен)                                                                                     | Освојено   | [ 81 ]        |
| 2018   | Golden Reel Awards                               | Изванредно едитовање звука у епизоди                              | Дејвид Клоц (за Северно од Зида)                                                                              | Номинација | [ 81 ]        |
| 2018   | 15th Irish Film & Television Awards              | Најбоља драмска серија                                            | Игра престола                                                                                                 | Освојено   | [ 82 ] [ 83 ] |
| 2018   | 15th Irish Film & Television Awards              | Најбољи глумци у споредним улогама                                | Лијам Канингам                                                                                                | Освојено   | [ 82 ] [ 83 ] |
| 2018   | 15th Irish Film & Television Awards              | Најбољи глумци у споредним улогама                                | Ејдан Гилен                                                                                                   | Номинација | [ 82 ] [ 83 ] |
| 2018   | 15th Irish Film & Television Awards              | Најбољи звук                                                      | Ронан Хил, Онали Бланк и Метју Ватерс                                                                         | Номинација | [ 82 ] [ 83 ] |
| 2018   | 15th Irish Film & Television Awards              | Најбољи ВE                                                        | Ед Брус и Николас Маркли                                                                                      | Номинација | [ 82 ] [ 83 ] |
| 2018   | 44th Saturn Awards                               | Најбоља фантазијска серија                                        | Игра престола                                                                                                 | Номинација | [ 84 ]        |
| 2018   | 44th Saturn Awards                               | Најбоља глумица у серији                                          | Лина Хиди | Номинација | [ 84 ]        |
| 2018   | 44th Saturn Awards                               | Најбољи глумац у споредној улози                                  | Кит Харингтон                                                                                                 | Номинација | [ 84 ]        |
| 2018   | 44th Saturn Awards                               | Најбољи глумац у споредној улози                                  | Николај Костер-Волдо                                                                                          | Номинација | [ 84 ]        |
| 2018   | 2018 British Academy Television Awards           | Изванредан тренутак                                               | „Висерион је убијен од стране Ноћног краља”                                                                   | Номинација | [ 85 ]        |
| 2018   | 2018 British Academy Television Craft Awards     | Костимограф                                                       | Мишел Клептон                                                                                                 | Освојено   | [ 86 ]        |
| 2018   | 2018 British Academy Television Craft Awards     | Продукцијски дизајн                                               | Дебора Рајли, Роб Камерон                                                                                     | Освојено   | [ 86 ]        |
| 2018   | 2018 British Academy Television Craft Awards     | Специјална награда                                                | Игра престола                                                                                                 | Освојено   | [ 86 ]        |
| 2018   | Webby Award                                      | Најпопуларнија серија                                             | Игра престола                                                                                                 | Освојено   | [ 87 ]        |
| 2018   | Webby Award                                      | Најбољи трејлер                                                   | Игра престола                                                                                                 | Освојено   | [ 87 ]        |
| 2018   | Webby Award                                      | Најбоља дигитална кампања                                         | Игра престола                                                                                                 | Освојено   | [ 87 ]        |
| 2018   | 2018 Gold Derby Awards                           | Најбоља драмска серија                                            | Игра престола                                                                                                 | Освојено   | [ 88 ]        |
| 2018   | 2018 Gold Derby Awards                           | Глумачка постава године                                           | Глумци Игре престола                                                                                          | Номинација | [ 88 ]        |
| 2018   | 2018 Gold Derby Awards                           | Најбољи драмски глумац у споредној улози                          | Питер Динклиџ                                                                                                 | Номинација | [ 88 ]        |
| 2018   | 2018 Gold Derby Awards                           | Најбоља драмска глумица у споредној улози                         | Лена Хиди | Номинација | [ 88 ]        |
| 2018   | 2018 Gold Derby Awards                           | Најбоља драмска епизодна глумица                                  | Дајана Риг | Освојено   | [ 88 ]        |
| 2018   | 2018 Gold Derby Awards                           | Најбоља драмска епизода                                           | Северно од Зида                                                                                               | Номинација | [ 88 ]        |
| 2018   | 2018 Gold Derby Awards                           | Најбоља драмска епизода                                           | Ратни плен | Номинација | [ 88 ]        |
| 2018   | 70- додела Награда Еми за ударне термине         | Изванредни глумац у споредној улози у драмској серији             | Питер Динклиџ                                                                                                 | Освојено   | [ 89 ]        |
| 2018   | 70. додели Награда Еми за ударне термине         | Изванредан избор глумаца за драмску серију                        | Нина Голд, Роберт Штерн и Карла Стронг                                                                        | Номинација | [ 90 ]        |
| 2018   | 70. додели Награда Еми за ударне термине         | Изванредни костими за фантазијску серију                          | Мишел Клептон, Алекдандер Фордхам (за Северно од Зида)                                                        | Освојено   | [ 90 ]        |
| 2018   | 70. додели Награда Еми за ударне термине         | Изванредна глумица у споредној улози у драмској серији            | Дајана Риг | Номинација | [ 90 ]        |
| 2018   | 70. додели Награда Еми за ударне термине         | Изванредан фризер-стилиста у драмској серији                      | Кевин Александер и тим (за Змај и Вук)                                                                        | Номинација | [ 90 ]        |
| 2018   | 70. додели Награда Еми за ударне термине         | Изванредни костимографи                                           | Џејн Вокер и тим (за Змај и Вук)                                                                              | Номинација | [ 90 ]        |
| 2018   | 70. додели Награда Еми за ударне термине         | Изванредна продукција за фантазијску серију                       | Дебора Рајли и тим (за Змајкамен)                                                                             | Освојено   | [ 90 ]        |
| 2018   | 70. додели Награда Еми за ударне термине         | Изванредни костимографи                                           | Џејн Вокер и тим (за Северно од Зида)                                                                         | Освојено   | [ 90 ]        |
| 2018   | 70. додели Награда Еми за ударне термине         | Изванредно уређивање слике за драмску серију                      | Тим Портер (за Северно од Зида)                                                                               | Номинација | [ 90 ]        |
| 2018   | 70. додели Награда Еми за ударне термине         | Изванредно уређивање слике за драмску серију                      | Криспин Грин (за Ратни плен)                                                                                  | Номинација | [ 90 ]        |
| 2018   | 70. додели Награда Еми за ударне термине         | Изванредно уређивање слике за драмску серију                      | Кејти Вајланд                                                                                                 | Номинација | [ 90 ]        |
| 2018   | 70. додели Награда Еми за ударне термине         | Изванредна музичка композиција за серију                          | Рамин Џавади (за Змај и Вук)                                                                                  | Освојено   | [ 90 ]        |
| 2018   | 70. додели Награда Еми за ударне термине         | Изванредан звук за драмску серију                                 | Тим Кимел и тим (за Ратни плен)                                                                               | Номинација | [ 90 ]        |
| 2018   | 70. додели Награда Еми за ударне термине         | Изванредан микс звука за драмску серију                           | Онали Бланк и тим (за Северно од Зида)                                                                        | Освојено   | [ 90 ]        |
| 2018   | 70. додели Награда Еми за ударне термине         | Изванредни специјални визуелни ефекти                             | Стив Кулбак и тим (за Северно од Зида)                                                                        | Освојено   | [ 90 ]        |
| 2018   | 70. додели Награда Еми за ударне термине         | Изванредна координација каскадера за драмску серију               | Раули Ајрам                                                                                                   | Освојено   | [ 90 ]        |

## Критике

### Oцене на сајтовима
На Метакритиксу сезона је после прве епизоде имала oцену 77 од 100 на основу 12 мишљења, што указује на општи позитиван став према сезони. На сајту Ротен томејтоуз, седма сезона има оцену 93/100, од 51 критичког мишљења где је просечна оцена 8,22 од 10, са неколико похвала серији у секцији коментара.

### Гледаност
Прва епизода серије је била погледана више од 30 милиона пута на свим медијима мреже заједно. Број гледалаца расте и у иностранству. У Уједињеном Краљевству, премијера је имала 4,7 милиона гледалаца после 7 дана, што је нови рекорд мреже Sky Atlantic. У поређењу са претходном сезоном, HBO Asia је имао повећање гледаности са 24 на 50 прoцената. HBO Latin America је достигао рекордну регионалну гледаност, са растом гледаности од 29 посто. у Немачкој је гледаност скочила за 21 посто, у Русији за 40, а у Италији за 61 проценат. У Сједињеним Америчким Државама, последњу епизоду је гледало 12,1 милиoна гледалаца уживо, док је 16,5 милиона пратило серију преко осталих Ејч-Би-Оу садржаја, попут HBO Gо и HBO Now Просек гледаности током сезоне је прешао 30 милиона гледалаца по епизоди на свим платформама заједно.

## Емитовање

### Пренос
Сезона је истовремено преношена, путем више платформи, широм света преко Ејч-Би-Оу мреже и њених партнера у 186 земаља. У неким земљама, серија је емитована дан касније.

### Маркетинг
23. јула 2016. је објављен први трејлер од стране Ејч-Би-Оу мреже на Сан Дијего Комик Кону 2016. Трејлер се састојао од гласова у позадини, снимака чланова поставе који праве реквизите и постављају сцене. Прве слике сезоне су приказане у новом рекламном видеу који је Ејч-Би-Оу приказао 28. новембра 2016. у коме су се појавили ликови Сансе Старк, Арије Старк и Џона Снежног. 1. марта 2017. Ејч-Би-Оу мрежа и тим Игре престола су договорили узајамно промовисање са Главном лигом бејзбола (МЛБ). Бар 19 МЛБ тимова је учествовало у овоме. 8. марта 2017. Ејч-Би-Оу је објавио први рекламни плакат за сезону пред одржавање филмског фестивала South by Southwest који се одржава у Остину, у америчкој савезној држави Тексас, где је промовисана битка „Леда и ватре”. Шоуранери Дејвид Бениоф и Д. Б. Вајс су говорили на догађају, уз Софи Тарнер и Мејси Вилијамс.
9. марта 2017. Ејч-Би-Оу је уживо стримовао видео на Фејсбук страници Игре Престола где је објављено да ће седма сезона бити премијерно емитована 16. јула 2017. Такође је приказан предтрејлер. 30. марта 2017. први званични рекламни снимак је објављен, са центром пажње на ликовима Серсеи Ланистер, Денерис Таргарјен и Џоном Снежним. 20. априла 2017. Ејч-Би-Оу је објавио 15 фотографија са снимања сезоне. 22. маја 2017. Ејч-Би-Оу је објавио још неколико нових фотографија. 23. маја 2017. Ејч-Би-Оу је објавио званични постер Ноћног краља. Први званични трејлер за седму сезону је објављен 24. маја 2017. Тај трејлер је оборио рекорд гледаности са 61 милионом прегледа у прва 24 сата. Други званични трејлер је објављен 21. јуна 2017. Прва епизода сезоне је премијерно приказана 12. јула 2017. у дворани Walt Disney Concert Hall у Лос Анђелесу.

### Кућна издања
Сезона је била доступна на Блу-реј диску и ДВД-у у Сједињеним Америчким Државама и Канади од 12. децембра 2017.

### Незаконита дистрибуција
Прва епизода сезоне је пиратизована 90 милиона пута током прва три дана после премијерног емитовања. 4. августа 2017. пријављено је да је, два дана пре премијере, четврта епизода била доступна грешком Star India међународног кабловског партнера мреже Ејч-Би-Оу. Копија је имала ознаку да је намењена за „интерно приказивање”. 31. јула 2017. године, услед хакерског напада, Ејч-Би-Оу је био жртва крађе 1,5 терабајта података. Овај напад, наводно, није имао никакве везе са ранијим објављивањем епизоде према изворима новинске агенције The Verge. 16. августа 2017. године, четири дана пре заказане премијере, објављено је да су HBO Spain и HBO Nordic, случајно, омогућили ранији преглед епизоде по захтеву, што су исправили после једног сата.
Подаци о надзору пиратерије показују да је седма сезона пиратизована више од милијарду пута, већином захваљујући недозвољеном стримовању, док је торентовање или директно скидање представљало само 15 посто пиратизованог садржаја. У просеку, свака епизода је била пиратизована 140 милиона пута што чини серију најпиратизованијом у 2017. години.